# Église de Töysä
L'église de Töysä (en finnois : Töysän kirkko) est une église située à Töysä dans la commune d'Alavus en Finlande.

## Présentation
Le retable de l'église peint par Väinö Hämäläinen en 1908 représente Jésus et la Samaritaine.

## Galerie

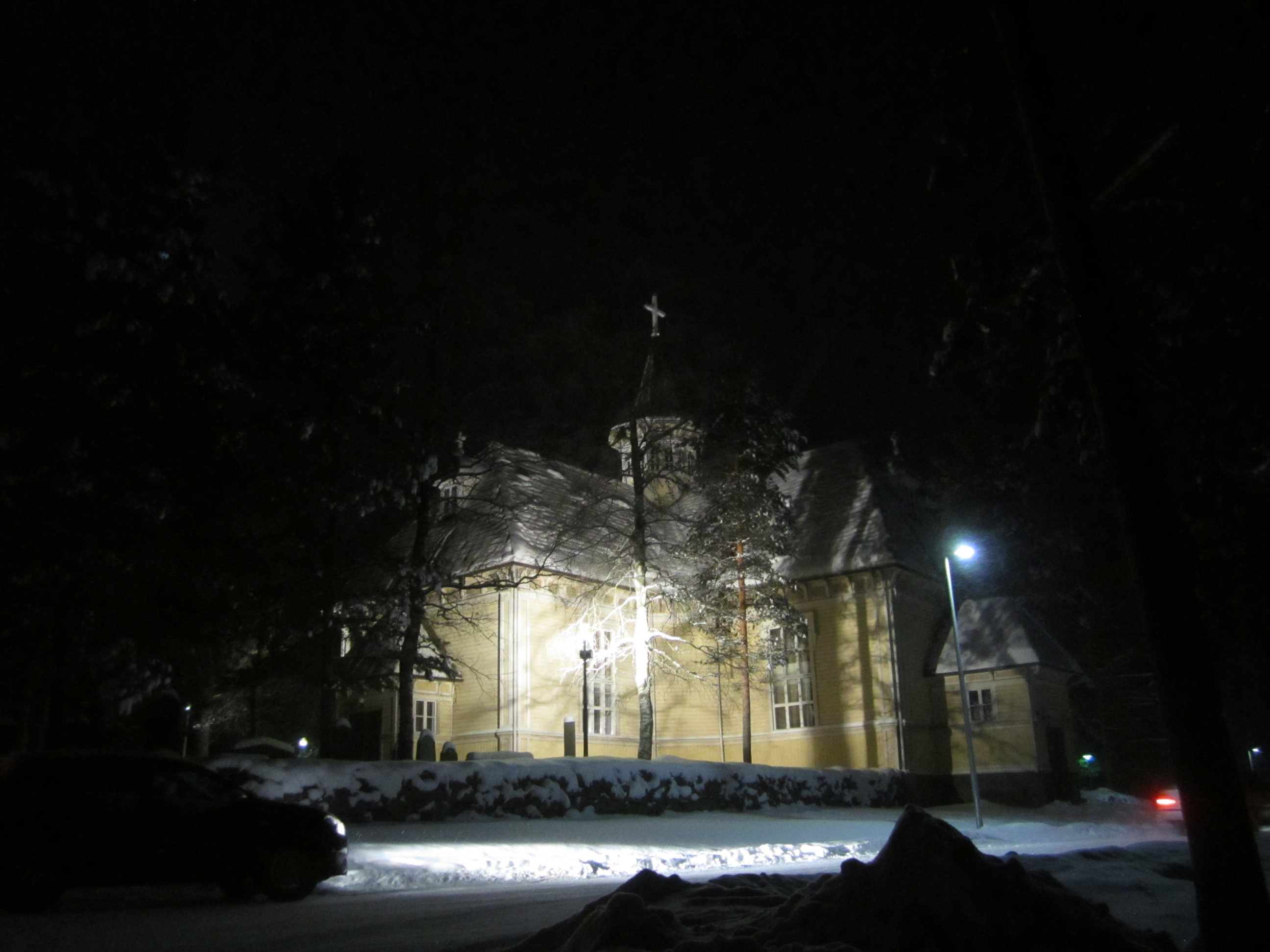